# Doodeman

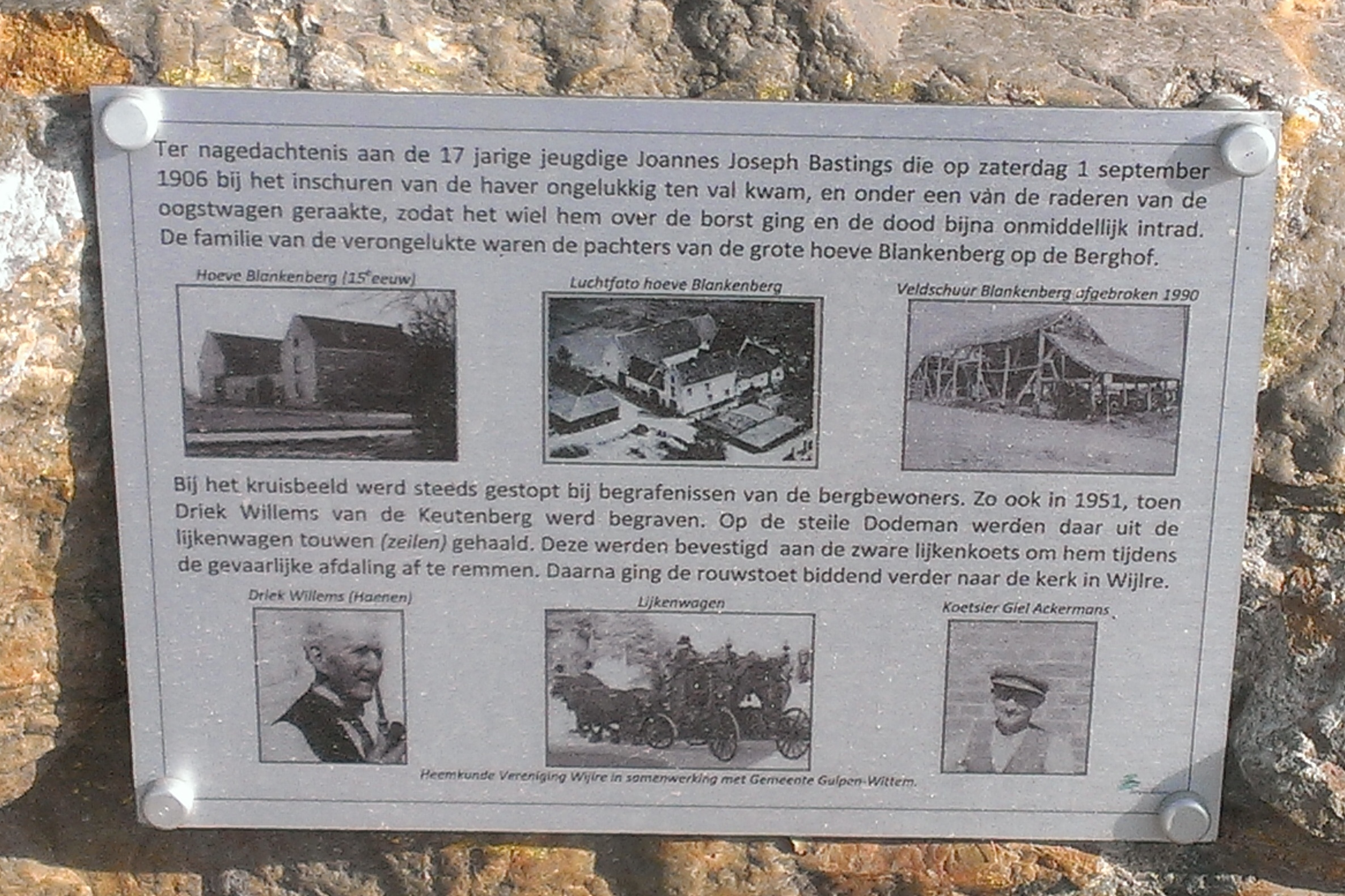
Bordje met uitleg over het ongeval bij het wegkruis op de Doodeman.

De Doodeman is een heuvel in het Heuvelland gelegen nabij Wijlre in het zuiden van de Nederlandse provincie Limburg. De straat hier ter plaatse heet de Dodemanweg. De Doodeman loopt omhoog vanuit het gehucht Stokhem naar de buurtschap Berghof op het plateau. Aan de voet van de heuvel stroomt ook het riviertje de Geul. Ten noorden komt de Keutenberg omhoog.
Ten zuiden van de Doodeman snijdt het droogdal Abelschegrub in op het Plateau van Margraten.

## Naamgeving
Langs de Dodemanweg staat een kruis met een bord, met een tekst over een dodelijk ongeval in 1906. Bij het oogsten van haver viel een jongeman van 17 jaar, waarbij hij onder een van de wielen van de oogstkar raakte en om het leven kwam. Er wordt weleens gezegd dat de naam van de heuvel en de weg aan dat ongeval ontleend is. De naam Dodemanweg stond echter al vermeld op kaarten uit het begin van de negentiende eeuw en kan dus onmogelijk naar het genoemde ongeval verwijzen. Het is mogelijk dat de naam naar een onbekend eerder ongeval verwijst, maar het ligt meer voor de hand dat de naam is afgeleid van de dode hand. Zo noemde men in de middeleeuwen een domein of een onroerend goed - meestal kerkelijk bezit - dat niet vererfd kon worden. De Dodemanweg bij Stokhem leidde inderdaad naar zo'n domein.

## Wielrennen
De helling is meermaals opgenomen in de wielerklassieker Amstel Gold Race en in andere koersen waaronder de vijfde etappe van de Eneco Tour 2010.